# Grand Hotel (musikalbum)
Grand Hotel är ett musikalbum av rockgruppen Procol Harum. Albumet släpptes i mars 1973 på Chrysalis Records. Inspelningarna av albumet påbörjades redan 1972 och Mick Grabham var ny gitarrist i gruppen. Många av låtarna har pålagt orkesterarrangemang, och texterna av Keith Reid är samhällskommenterande och ironiska. Albumet utgavs ursprungligen i ett utvikskonvolut och på framsidan poserar gruppmedlemmarna i frack framför ett schweiziskt hotell.

## Låtlista
1. "Grand Hotel" - 6:10
2. "Toujours l'amour" - 3:31
3. "A Rum Tale" - 3:20
4. "TV Caesar" - 5:52
5. "A Souvenir of London" - 3:23
6. "Bringing Home the Bacon" - 4:21
7. "For Liquorice John" - 4:27
8. "Fires (Which Burnt Brightly)" - 5:10
9. "Robert's Box" - 4:45

## Listplaceringar
| Lista (1973)  | Position           |
| ------------- | ------------------ |
| Australien    | 14 (Go Set)        |
| Danmark       | 4                  |
| Finland       | 6                  |
| Frankrike     | 8                  |
| Kanada        | 18 (RPM)           |
| Nederländerna | 9                  |
| Norge         | 8 (VG-lista)       |
| Sverige       | 5 (Kvällstoppen)   |
| USA           | 21 (Billboard 200) |
| Västtyskland  | 24                 |
| Österrike     | 6                  |